# NGC 1032
NGC 1032 este o galaxie spirală situată în constelația Balena. A fost descoperită în 18 decembrie 1783 de către William Herschel. Se află la o distanță de 37,4 de megaparseci de Pământ.